# Alabes
Alabes is een geslacht van straalvinnige vissen uit de familie van schildvissen (Gobiesocidae).

## Soorten
- Alabes brevis Springer & Fraser, 1976.
- Alabes dorsalis (Richardson, 1845).
- Alabes elongata Hutchins & Morrison, 2004.
- Alabes gibbosa Hutchins & Morrison, 2004.
- Alabes hoesei Springer & Fraser, 1976.
- Alabes obtusirostris Hutchins & Morrison, 2004.
- Alabes occidentalis Hutchins & Morrison, 2004.
- Alabes scotti Hutchins & Morrison, 2004.
- Alabes parvulus (McCulloch, 1909).
- Alabes bathys Hutchins, 2006
- Alabes springeri Hutchins, 2006